# Jernej Stritih
Jernej Stritih, slovenski gozdar, okoljevarstvenik, tabornik, alpinist in politik, * 1962, Ljubljana.

## Življenje
Po opravljeni maturi na Gimnaziji Moste se je vpisal na študij gozdarstva na Biotehniški fakulteti v Ljubljani, kjer je leta 1987 za diplomsko delo skupaj z Bojanom Počkarjem prejel Študentsko Prešernovo nagrado. V letih 1988−1990 je bil mladi raziskovalec pri prof. dr. Dušanu Mlinšku na Gozdarskem oddelku BF, na področju gojenja gozdov, ekologije gozda in varstva narave.
Že od leta 1975 je tabornik, v rodu Črni Mrav je bil vse od vodnika do starešine, leta 2012 pa je bil izvoljen za starešino Zveze tabornikov Slovenije.
Z alpinizmom se je ukvarjal od leta 1977 do 1988, bil je načelnik AO Železničar in vodja odprave odseka v bolivijske Ande leta 1987. Inštruktor alpinizma in kajaka.

## Delo
V svoji karieri je delal v Vladi Republike Slovenije, kot svetovalec za okolje in trajnostni razvoj ter prostovoljno v več nevladnih organizacijah.

### V okviru Vlade Republike Slovenije
V prvi Demosovi vladi je delal na okoljski politiki in reformi gozdarstva kot svetovalec namestniku predsednika vlade za okolje in regionalni razvoj.
V letih 1993-94 je bil državni sekretar za okolje pod tedanjim ministrom za okolje in prostor Miho Jazbinškom. Odgovoren je bil za nacionalni program varstva okolja in mednarodno pomoč na področju okolja, vzpostavil je sistem podpore nevladnim organizacijam in bil prvi predsednik nadzornega sveta Eko Sklada.
Od leta 2009 do 2012 je bil direktor Službe Vlade za podnebne spremembe. Z ekipo je pripravil predlog Strategije prehoda v nizkoogljično družbo, predstavljal je Slovenijo v EU in na mednarodnih podnebnih pogajanjih in začel program subvencioniranja električnih vozil.

### Svetovalno delo
Leta 1989 je skupaj s prijatelji ustanovil podjetje Oikos, Svetovanje za okolje, in od 1991 do 1993 kot direktor koordiniral Slovenski ekološki projekt, program Svetovne banke za sanacijo največjih okoljskih problemov v Sloveniji.
Od 1994 do 1996 je delal za OECD kot regionalni koordinator za Nacionalne programe varstva okolja v Srednji Evropi.
Od 1996 do 2001 je bil izvršni direktor Regionalnega centra za okolje za srednjo in vzhodno Evropo (REC) v Szentendreju, neodvisne mednarodne okoljske organizacije, ki je leta 2001 delovala v 15 državah srednje in vzhodne Evrope s 160 sodelavci. Razvil in uvedel je sistema ciljnega ocenjevanja uspešnosti zaposlenih in vodenja projektov, sodeloval v procesu Okolje za Evropo ter vodil pripravo in izvedbo Okoljskega programa obnove za jugovzhodno Evropo. V tem času je bil član Okoljskega sveta EBRD in Evropskega posvetovalnega foruma za trajnostni razvoj.
Od leta 2001 do 2006 je nadaljeval z delom na Oikosu na projektih, kot so priprava Regionalnega razvojnega programa za Ljubljansko urbano regijo, Okoljska politika v tranziciji: poročilo UN ECE o dosežkih držav srednje in vzhodne Evrope 2003, institucionalna krepitev Ministrstva za okolje Makedonije in Črne gore ter kot neodvisni verifikator za shemo kakovosti zavarovanih območij PAN Parks.
Leta 2006 je zapustil Oikos in nadaljeval svetovalno delo najprej kot s.p. in nato v okviru Stritih, d.o.o, na projektih, kot so vzpostavljanje območij Natura 2000 na severnem delu Cipra, priprava poročila o okoljski politiki v jugovzhodni Evropi za UNDP, Nacionalna gozdarska politika Črne gore in institucionalna krepitev Državnega zavoda za varstvo narave Hrvaške.
Leta 2012 je pripravil Nizkoogljično strategijo za Bosno in Hercegovino, leta 2013 pa Strategijo gozdov, gozdarstva in lesne predelave za Črno goro ter Nizkoogljično strategijo za Kosovo. Od začeta leta 2015 vodi projekt uvajanja neposrednih plačil za varstvo narave v ekoloških koridorjih na Kavkazu za WWF.
Od  2013 do 2015 je bil predsednik Bovške razvojne zadruge, katere poslanstvo je razvoj trajnostnega, na naravi in kulturni dediščini temelječega turizma na Bovškem.

### Nevladne organizacije
Od leta 1990 sodeluje v delu Mednarodne komisije za varstvo Alp CIPRA, leta 1997 pa je sodeloval pri ustanovitvi mreže občin 'Povezanost v Alpah' v Bovcu. Med 2004 in 2009 ter od 2013 naprej je podpredsednik CIPRA International. Od leta 2002 do 2009 je bil kot direktor in kasneje predsednik vodil CIPRA Slovenija, od 2013 naprej pa je član uprave.
Od ustanovitve Umanotere leta 1994 do 1996 je bil član njene prve uprave, od 2006 do 2009 pa je bil predsednik uprave. V tem času je sodeloval pri pripravi Plana B za Slovenijo, civilno družbenega alternativnega programa razvoja države. Od 2012 do 2019 je bil spet član uprave in od 2014 do 2019 njen predsednik.